# Hermanas del Salvador y de la Santísima Virgen
La Congregación de Hermanas del Salvador y de la Santísima Virgen (oficialmente en francés: Congrégation des Sœurs du Sauveur et de la Sainte Vierge) es un congregación religiosa católica femenina, de vida apostólica y de derecho pontificio, fundada en 1834 por la religiosa francesa Anne-Rose-Josèphe du Bourg, en Terrasson-Lavilledieu. A las religiosas de este instituto se les conoce como salvatorianas.

## Historia
La congregación fue fundada por la religiosa francesa Anne-Rose-Josèphe du Bourg, monja de la Orden del Verbo Encarnado y del Santísimo Sacramento, que al descubrir que la vida de clausura no era lo suyo, decidió dar inicio al nuevo instituto con el fin de educar a los huérfanos y atender a los enfermos. En 1834 fundó la obra en Terrasson-Lavilledieu con el nombre de Congregación del Salvador y de la Santísima virgen.
El instituto recibió la aprobación como congregación religiosa de derecho diocesano por Alexandre de Lostanges, obispo de Périgueux, el 25 de febrero de 1834, y agregado a la Orden de Agustinos Recoletos. El papa Pío IX elevó el instituto a congregación religiosa de derecho pontificio, mediante decretum laudis del 13 de enero de 1873.

## Organización
La Congregación de Hermanas del Salvador y de la Santísima Virgen es un instituto religioso de derecho pontificio y centralizado, cuyo gobierno es ejercido por una superiora general. La sede central se encuentra en Villeneuve-d'Ascq (Francia).
Las salvatorianas se dedican a la educación e instrucción cristiana de la juventud y a la asistencia de los enfermos a domicilio. En 2017, el instituto contaba con 36 religiosas y 7 comunidades, presentes en Bélgica, Francia, Marruecos, Reino Unido y Suiza.